# Sematophyllum
Sematophyllum är ett släkte av bladmossor. Sematophyllum ingår i familjen Sematophyllaceae.

## Dottertaxa tillSematophyllum, i alfabetisk ordning[1]
- Sematophyllum aberrans
- Sematophyllum adnatum
- Sematophyllum affine
- Sematophyllum allinckxiorum
- Sematophyllum amblystegiocarpum
- Sematophyllum ampullulatum
- Sematophyllum aneuron
- Sematophyllum angusticuspis
- Sematophyllum angusticybeum
- Sematophyllum angustifolium
- Sematophyllum angustirete
- Sematophyllum aptychoides
- Sematophyllum auratum
- Sematophyllum aureonitens
- Sematophyllum aureosulphureum
- Sematophyllum aureoviride
- Sematophyllum beyrichii
- Sematophyllum bottinii
- Sematophyllum brachycarpum
- Sematophyllum brachycladulum
- Sematophyllum brachytheciiforme
- Sematophyllum bracteatum
- Sematophyllum brasiliense
- Sematophyllum brotheri
- Sematophyllum calamicola
- Sematophyllum campicola
- Sematophyllum capilliferum
- Sematophyllum cataractae
- Sematophyllum cellulosum
- Sematophyllum ceylonense
- Sematophyllum chlorocormum
- Sematophyllum chlorothecium
- Sematophyllum chrysostegum
- Sematophyllum circinicaule
- Sematophyllum cirrhifolium
- Sematophyllum coppeyi
- Sematophyllum crassirete
- Sematophyllum crassiusculum
- Sematophyllum curvirostre
- Sematophyllum cuspidatum
- Sematophyllum cuspidiferum
- Sematophyllum cyparissoides
- Sematophyllum danckelmannii
- Sematophyllum decumbens
- Sematophyllum demissum
- Sematophyllum dimorphum
- Sematophyllum dregei
- Sematophyllum dubium
- Sematophyllum elgonense
- Sematophyllum entodontoides
- Sematophyllum erythrocaulon
- Sematophyllum erythropodium
- Sematophyllum euryphyllum
- Sematophyllum fabronia
- Sematophyllum flaccidifolium
- Sematophyllum flagelliferum
- Sematophyllum flavidum
- Sematophyllum flavovesiculosum
- Sematophyllum fluminicola
- Sematophyllum fragilirostrum
- Sematophyllum francii
- Sematophyllum friesiorum
- Sematophyllum frullaniadelphus
- Sematophyllum fulvifolium
- Sematophyllum galipense
- Sematophyllum gracile
- Sematophyllum grandicellulosum
- Sematophyllum harpidioides
- Sematophyllum hawaiiense
- Sematophyllum helenicum
- Sematophyllum homomallum
- Sematophyllum humile
- Sematophyllum humillimum
- Sematophyllum implanum
- Sematophyllum incrassetum
- Sematophyllum incurvum
- Sematophyllum integrifolium
- Sematophyllum jollifii
- Sematophyllum kunkelii
- Sematophyllum laetevirens
- Sematophyllum laticuspis
- Sematophyllum latifolium
- Sematophyllum leucostomum
- Sematophyllum lithophilum
- Sematophyllum lonchophyllum
- Sematophyllum longinerve
- Sematophyllum longisetum
- Sematophyllum macrocytus
- Sematophyllum macrorhynchum
- Sematophyllum mandobboense
- Sematophyllum marylandicum
- Sematophyllum masafuerae
- Sematophyllum meiothecioides
- Sematophyllum micrangium
- Sematophyllum microcarpoides
- Sematophyllum microcladiellum
- Sematophyllum microcladioides
- Sematophyllum minutum
- Sematophyllum mittenianum
- Sematophyllum nanocephalum
- Sematophyllum nebulosum
- Sematophyllum nematocaulon
- Sematophyllum nigro-alare
- Sematophyllum obtusifolium
- Sematophyllum oedophysidium
- Sematophyllum orthocarpum
- Sematophyllum pacimoniense
- Sematophyllum parisii
- Sematophyllum parvifolium
- Sematophyllum parvulum
- Sematophyllum pennellii
- Sematophyllum perichaetiale
- Sematophyllum perrevolutum
- Sematophyllum phoeniceum
- Sematophyllum physaophyllos
- Sematophyllum plagiothecioides
- Sematophyllum pobeguinii
- Sematophyllum pulvinale
- Sematophyllum reitzii
- Sematophyllum replicatum
- Sematophyllum rivuletorum
- Sematophyllum robustulum
- Sematophyllum roridum
- Sematophyllum ruvenzorense
- Sematophyllum santae
- Sematophyllum scabriusculum
- Sematophyllum schimperi
- Sematophyllum scorpiurus
- Sematophyllum serandii
- Sematophyllum serifolium
- Sematophyllum serrulatum
- Sematophyllum simulans
- Sematophyllum sinuosulum
- Sematophyllum socotrense
- Sematophyllum sphaeropyxis
- Sematophyllum squarrosum
- Sematophyllum steerei
- Sematophyllum stenopyxidium
- Sematophyllum steyermarkii
- Sematophyllum sticticola
- Sematophyllum stylites
- Sematophyllum subbrachycarpum
- Sematophyllum subbrachytheciiforme
- Sematophyllum subcespitosum
- Sematophyllum subcochleatum
- Sematophyllum subconnivens
- Sematophyllum subcylindricum
- Sematophyllum subdepressum
- Sematophyllum subfulvum
- Sematophyllum subhomomallum
- Sematophyllum subhumile
- Sematophyllum subjulaceum
- Sematophyllum subpiliferum
- Sematophyllum subpinnatum
- Sematophyllum subrugifolium
- Sematophyllum subscabrellum
- Sematophyllum subscabrum
- Sematophyllum subsecundum
- Sematophyllum subsimplex
- Sematophyllum substrumulosum
- Sematophyllum succedaneum
- Sematophyllum swartzii
- Sematophyllum temperatum
- Sematophyllum tenerifolium
- Sematophyllum tenuicarpum
- Sematophyllum tequendamense
- Sematophyllum tonduzii
- Sematophyllum trachaelocarpum
- Sematophyllum tucumanense
- Sematophyllum uncinatum
- Sematophyllum wageri
- Sematophyllum warmingii
- Sematophyllum zuluense